# Americká (Plzeň)
Americká (dříve Moskevská, předtím Americká, za německé okupace Bahnhofstraße, za první republiky „Jungmannova“) ulice patří k nejvýznamnějším ulicím Plzně. V délce necelého 1 km tvoří dopravní tepnu, po které denně přejedou desetitisíce aut a stovky vozidel MHD především trolejbusů linek 11, 12, 13, 14, 15 a 16. Je též obchodní „tepnou“ krajského města. Ulice začíná na křižovatce „U Práce“, kde je pokračováním ulice Tylovy, která vede od Škodových závodů, a končí na křižovatce u hlavního nádraží.
V roce 2008–2009 byla západní část ulice rozsáhle rekonstruována. Rekonstrukce byla v červnu 2009 oceněna cenou veřejnosti v soutěži Česká dopravní stavba roku 2008.

## Názvy
Americká ulice je ulicí s historicky nejvíce různými jmény v ČR. Svůj první název Stodolní získala v roce 1868, kdy ji městská rada pojmenovala podle stodol, které ji lemovaly např. na dnešním západním konci. Název vydržel jen 5 let, protože v roce 1873 se obecní zastupitelstvo rozhodlo uctít sté výročí narození Josefa Jungmanna, národního buditele a tvůrce moderní češtiny, a ulici pojmenovalo Jungmannova.
V roce 1913 byl přes řeku Radbuzu postaven most Františka Josefa I. a ulice byla náspem, přibližně v místě zaniklé Lední ulice, prodloužena k vlakovému nádraží. Část ulice od mostu k nádraží dostala také jméno tehdejšího panovníka, třída Františka Josefa I.. Po první světové válce a vzniku republiky dostal most a část ulice směrem k nádraží jméno po americkém prezidentovi Woodrowu Wilsonovi. Názvy Jungmannova třída a Wilsonova třída se udržely až do druhé světové války, kdy byla v roce 1940 nejprve východní část přejmenována na Třídu Karla IV. a později, v roce 1941, došlo k přejmenování západní části na Třídu Vítězství.
Pojmenování od okupační správy bylo po válce nahrazeno a západní část ulice byla v roce 1945 pojmenována Stalinova, přestože Plzeň vděčila za osvobozením západním vojskům v čele s americkou armádou. Východní část k vlakovému nádraží se vrátila k svému původnímu označení Wilsonova.
Po roce 1951 už nese celá ulice jen jedno jméno a to Stalinova třída. Ani tento název se neudržel a stejně jako socha generalissima zmizel. Nový název Moskevská, který získala v roce 1962, byl tematicky blízký, ale v reakci na okupaci Československa vojsky Varšavské smlouvy získala v roce 1968 název Třída Ludvíka Svobody. I tento název se ukázal být dočasným, již po několika měsících se vrátil název Moskevská a vydržel po celou dobu normalizace. V roce 1991 došlo k přejmenování na současný název Americká.
Objevuje se i zmínka o pojmenování třídy Císaře Františka Josefa, Bahnhofstraße či Wilsonova.
Časté změny názvů, většinou vyvolané změnou politické orientace státu, vedly Plzeňany k označení Ulice politických omylů.

## Zajímavosti

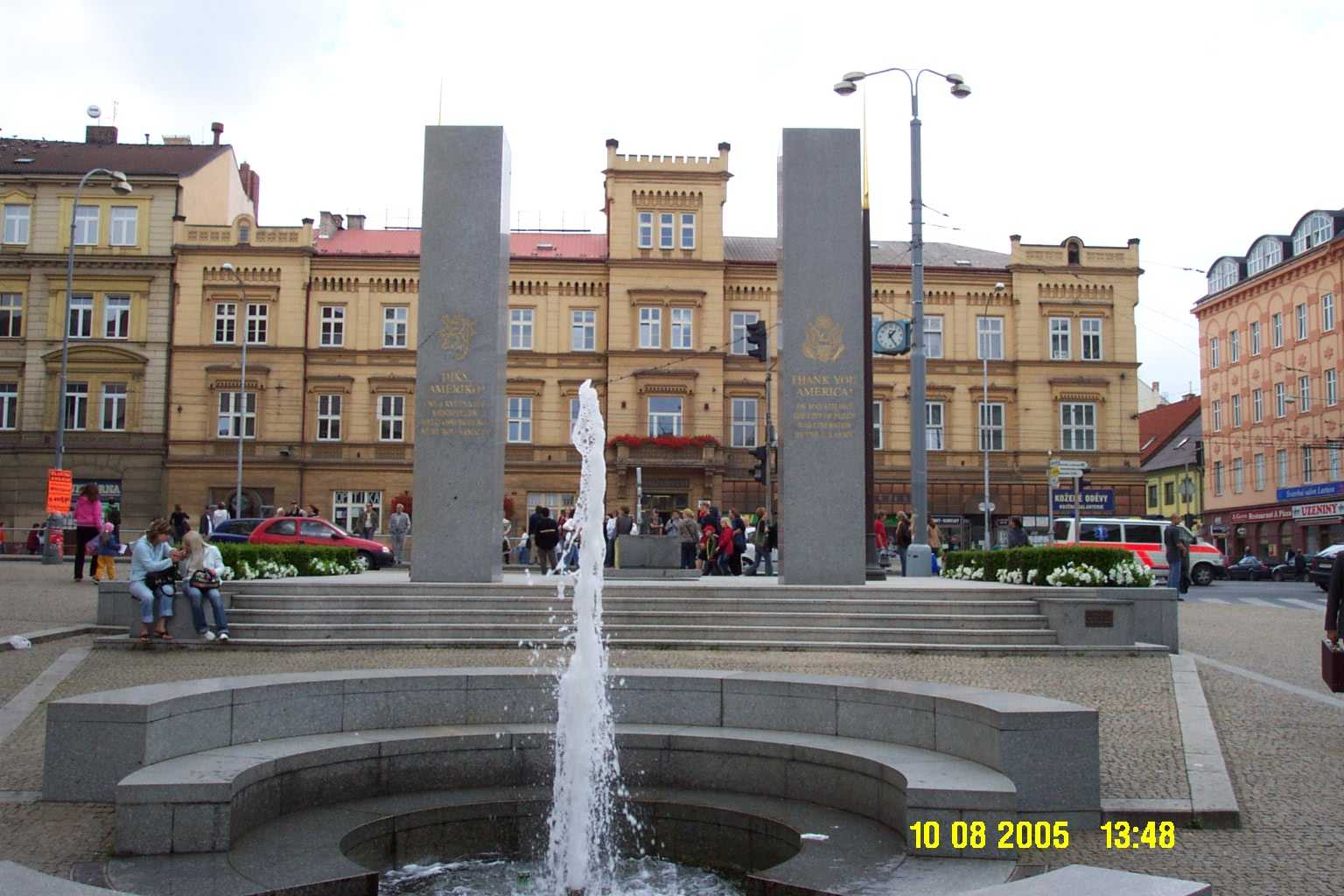
Památník osvobození města Americkou armádou

- Památník osvobození města Americkou armádou (Patton Memorial Pilsen)
- Bývalé Kino Elektra, za komunismu nazvané Kino Moskva, kdysi největší biograf v ČSR. Od roku 1968 do roku 2007 každoročně hostovalo plzeňský filmový festival Finále.[9] Budova stojí na křižovatce Americké a ulice Škroupova.
- Budova c.k. okresního hejtmanství postavená v letech 1906–1907. Na fasádě nalezneme prvky secese. Dnes v objektu sídlí Městský úřad Nýřany - pracoviště Plzeň.
- Mrakodrap je nejstarší výšková budova v Plzni z roku 1924. Projektantem byl známý plzeňský architekt Hanuš Zápal. Jedná se o tři domy, napodobující výškové budovy amerického typu, postavené třemi nejsilnějšími politickými stranami Plzně v té době.
- Wilsonův most je rovněž součástí Americké třídy. Po něm překonává řeku Radbuzu. Otevřen byl v roce 1913 a jedná se o poslední nově postavený kamenný most v Čechách. Do současnosti vystřídal hned několik názvů: most Františka Josefa I., Wilsonův, Stalinův a dnes opět Wilsonův most.
- Soubor domů z 20. a 30. let 20. stol. Východní část lemuje po pravé straně (při pohledu od Mrakodrapu fronta domů postavených v 20. a 30. letech 20. století. Pouze dvě stavby zde nalezneme jako novostavby, a to budovu HANNAH a ČSOB.
- Dům kultury byl postaven podle projektu Jaroslava Hollera, Miloslava Hrubce a Pavla Němečka. Otevřen byl roku 1986, nacházelo se v něm divadlo (od roku 2000 pojmenované Divadlo Miroslava Horníčka) a pasáž s obchody, zbourán v roce 2012.
- Obchodní dům TESCO byl postaven jako OD Prior v letech 1965–1968 podle projektu J. Pekla, Z. Tichého a V. Zoubka. V roce 2017 vystěhován a začalo se připravovat zbourání.